# سیارک ۱۱۴۹۲
سیارک ۱۱۴۹۲ (به انگلیسی: 11492 Shimose، نامگذاری:1988VR3) یازده هزار و چهارصد و نود و دومین سیارک کشف شده‌است که در ۱۳ نوامبر ۱۹۸۸ کشف شد.
قدر مطلق سیارک برابر ۲۰.۴ است.